# Calimero
Calimero is een tekenfilmserie met de gelijknamige tekenfilmfiguur in de hoofdrol. Hij is een klein, zwart kippenkuiken in een gezin met verder enkel gele kuikens. Op zijn kop draagt hij een halve eierdop met een barst.

## Geschiedenis

### Algemeen
Calimero werd in 1963 voor het eerst getekend door de in 2001 overleden Italiaanse tekenaar Toni Pagot. Calimero verscheen voor het eerst in een wasmiddel-reclame (Ava), en was niet zwart maar erg vuil. Hij zou dan ook door het wasmiddel weer schoon worden. De naam Calimero is ontleend aan de kerk in Milaan waar Pagot was getrouwd: San Calimero. Er bestaan twee tekenfilmversies van Calimero. Allereerst de oorspronkelijke versie van de gebroeders Nino en Toni Pagot zelf die in 1963 debuteerde. Later werd in Japan van 1974 tot 1975 een nieuwe serie gemaakt, gevolgd door een nieuwe bewerking uit 1992.

### Nederland
Er zijn diverse afleveringen van Calimero door de TROS uitgezonden; in de jaren tachtig werd Calimero samen met het programma Rosco leest voor van poppenspeler Ton Hasebos gecombineerd uitgezonden. Daartoe werd er ook een pop van Calimero gemaakt die samen met de hond Rosco het totaalprogramma presenteerde. De nieuwe afleveringen van Calimero waren in de jaren 90 op RTL 4 en Kindernet en in 2004 te volgen op de televisiezender Nickelodeon. In deze nagesynchroniseerde Nederlandstalige versie nam Paul van Gorcum de regie op zich. Later werd Calimero opnieuw uitgezonden op vtmKzoom en door Z@ppelin op NPO 3. Deze serie is gemaakt door de Franse studio Gaumont Animation (voorheen Alphanim). De serie bestaat uit 104 afleveringen van 11 minuten. De nieuwe serie heeft nieuwe personages, waaronder kuikentje Valerio.

## Stemmen

### Nederlandse stemmen (oude versie)
- Calimero - Corry van der Linden
- Haan (Calimero's vader) - Piet Ekel
- Susira (Calimero's moeder) - Corry van der Linden
- Priscilla (Calimero's vriendinnetje) - Maria Lindes
- Pieter Eend - Peter Piekos
- Overige stemmen: Lucie de Lange, Frans van Dusschoten en Peter van Hoof

### Vlaamse stemmen (nieuwe versie)
- Calimero - Cathy Petit
- Valerio - Ilse La Monaca
- Priscilla (Calimero's vriendinnetje) - Maja Van Honsté
- Pieter Eend - Jonathan Demoor

## Dvd's
Er zijn afleveringen op dvd uitgebracht, in tot nu toe twee dvd-boxen met elk vier dvd's met acht afleveringen.
Verzamelbox 1 (speelduur 397 minuten)
Dvd 1
- 1. Geschiedenis huiswerk
- 2. De geweldige babysitter
- 3. Papa kan niet slapen
- 4. Calimero heeft spijt
- 5. Ruzie maken
- 6. Bang voor spoken
- 7. De huiswerkcomputer
- 8. De serenade

Dvd 2
- 1. Het is lente
- 2. Mooie Priscilla
- 3. Donder & bliksem
- 4. De regenboog
- 5. Vlinders vangen
- 6. Water
- 7. Verdwaald in de bergen 1
- 8. Verdwaald in de bergen 2

Dvd 3
- 1. Vakantie aan zee
- 2. De een komt, de ander gaat
- 3. Een explosieve dans
- 4. Hotelratten
- 5. Haai
- 6. Een muzikaal uitstapje
- 7. Vakantiehuiswerk
- 8. Wie een kuil graaft voor een ander

Dvd 4
- 1. Voetballen
- 2. De voetbalwedstrijd 1
- 3. De voetbalwedstrijd 2
- 4. De bokskampioen
- 5. Schouders masseren
- 6. De renbaan
- 7. Weg met de scheidsrechter!
- 8. De voetbal toto

Verzamelbox 2 (speelduur 400 minuten)
Dvd 1
- 1. Kapitein Calimero
- 2. De brief in de fles
- 3. De schat
- 4. De visvangst
- 5. Calimero gaat zeilen 1
- 6. Calimero gaat zeilen 2
- 7. De vergeetachtige vrek
- 8. De scheepsjongen

Dvd 2
- 1. De tekenwedstrijd
- 2. De beeldhouwwedstrijd
- 3. De hieroglyfen
- 4. De foto
- 5. De liefdadigheidsbazar
- 6. De musical
- 7. Een film maken (deel 1)
- 8. Een film maken (deel 2)

Dvd 3
- 1. Nicht Rosa
- 2. Calimero aan het toneel
- 3. De viool
- 4. Diefstal op muziek
- 5. Zangles
- 6. De verliezer
- 7. De popgroep
- 8. Het rockconcert

Dvd 4
- 1. Een goede daad
- 2. Verjaardag
- 3. Een beroemde bergbeklimmer
- 4. Een brief voor de Kerstman
- 5. De vreemde Kerstmannen
- 6. Cadeautjes kopen
- 7. De sleewedstrijd
- 8. Schaatsen met Oud en Nieuw

## Invloed op het Nederlands
- Calimero staat onder meer bekend om zijn beteuterde uitspraak: "Zij zijn groot en ik is klein, en da's niet eerlijk, o nee". Als een persoon, land, organisatie of voetbalclub het gevoel heeft vanwege een beperkte grootte niet serieus te worden genomen, wordt dit wel calimerocomplex genoemd. Deze uitspraak is een vertaling van de originele Italiaanse uitroep van Calimero, die pregnanter van toon is: "Loro sono grandi e io sono piccolo e nero. È un'ingiustizia però!"[2] ('Ze zijn groot en ik ben klein en zwart. Toch is het maar oneerlijk!'). Breder kan het verwijzen naar het gevoel dat iemand zich frequent tekortgedaan voelt.[3]
- Met een calimero wordt verwezen naar iemand die zich geregeld tekortgedaan voelt en daarover zeurt. Dat klagen wordt "calimerogedrag" genoemd.
- Het calimero-effect is het tot uiting komen van calimerogedrag. Het kan ook het opwekken van sympathiegevoelens voor een underdog of iemand die zich benadeeld voelt zijn.[3]
- Een calimerohelm is een valhelm die wielrenners bij het tijdrijden dragen en komt min of meer overeen met een druppelhelm. De helm is gestroomlijnd en loopt langs achteren door over de nek en bovenrug.[3]
- In september 2024 besloot de Dikke van Dale de zinsnede "Ik is klein" in het woordenboek op te nemen.[4]